# Beilschmiedia tawa

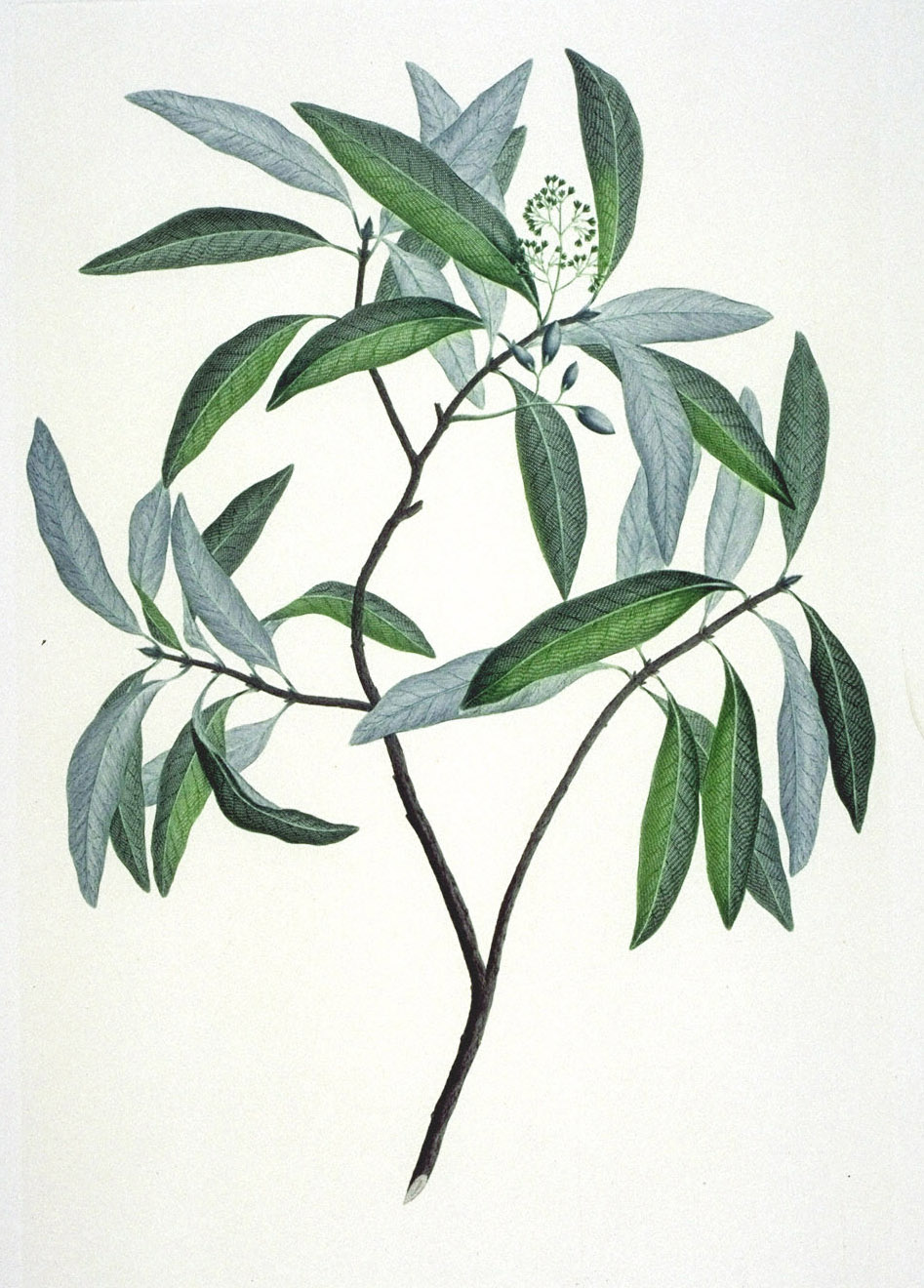
El tawa es un importante árbol del dosel del bosque

El tawa (Beilschmiedia tawa) es una especie de árbol de hoja ancha  de Nueva Zelanda común en las partes centrales del país. 

## Hábitat
El tawa es con frecuencia la especie dominante en la parte superior del bosque (dosel) en la Isla del Norte y en el noreste de la Isla del Sur, pero es también común en el nivel debajo del dosel en los bosques primarios de todo el país cobijado de los podocarpos tales como kahikatea, matai, miro y rimu. 

## Descripción
Los especímenes individuales pueden crecer hasta 30 m o más de altura con troncos de hasta 12 dm de diámetro, y tienen la corteza lisa oscura. La palabra "tawa" es el nombre común maorí del árbol. 
El tawa produce flores pequeñas inconspicuas seguidas de un fruto de 2 –3,5 cm de largo. Es notable el hecho que esos largos frutos solo son ayudados por el kereru (paloma del bosque de Nueva Zelanda) y (solo donde están presentes) por el kokako de la Isla del Norte para la dispersión e sus semillas. Estas son las únicas aves que quedan de la biota original de Nueva Zelanda, suficientemente grandes para comer los frutos del árbol y pasar la semilla a través de sus intestinos y excretarlas sin daño alguno. El tawa también sostiene significativos jardines de epífitas en sus copas, donde son uno de los pocos hábitats conocidos en ser frecuentados por el enigmático y arbóreo Oligosoma striatum (lagarto rayado de Nueva Zelanda).
El árbol da su nombre al suburbio norte de Wellington, Tawa.

## Usos
Para los maoríes, el tawa tenía muchos usos, siendo sus semillas un componente característico de su alimentación tradicional junto a los "frutos" (arilos) del árbol kahikatea (Dacrycarpus dacrydioides), entre otras especies vegetales comestibles nativas de Nueva Zelanda.
Los maoríes tradicionalmente usan el núcleo de la baya ("nuez") de los árboles tawa y taraire como alimento. Para su consumo, primeramente las bayas son cocidas al vapor (tradicionalmente en un umu (horno de tierra)) durante dos días; para posteriormente ser lavadas con el objetivo de eliminar la pulpa con sabor a trementina. Una vez ya preparadas la "nueces" (semillas) secas, estas pueden ser almacenadas por largos periodos para cuando fuese necesario consumirlas. Tradicionalmente las semillas eran remojadas en agua caliente y luego machacadas; a veces añadiendo saborizante a la harina triturada que obtenían.
Respecto a su madera, es uno de los pocos árboles de madera dura en su región de origen que es de excelente calidad; esta puede ser usada por su atractiva cualidad elástica, útil para pisos. 
Aunque existen grandes áreas dedicadas para su conservación por una legislación ambiental bastante amplia, se otorgan ocasionalmente licencias para árboles caídos y se obtiene aserrín para usarse en aglomerados.